# 皇子

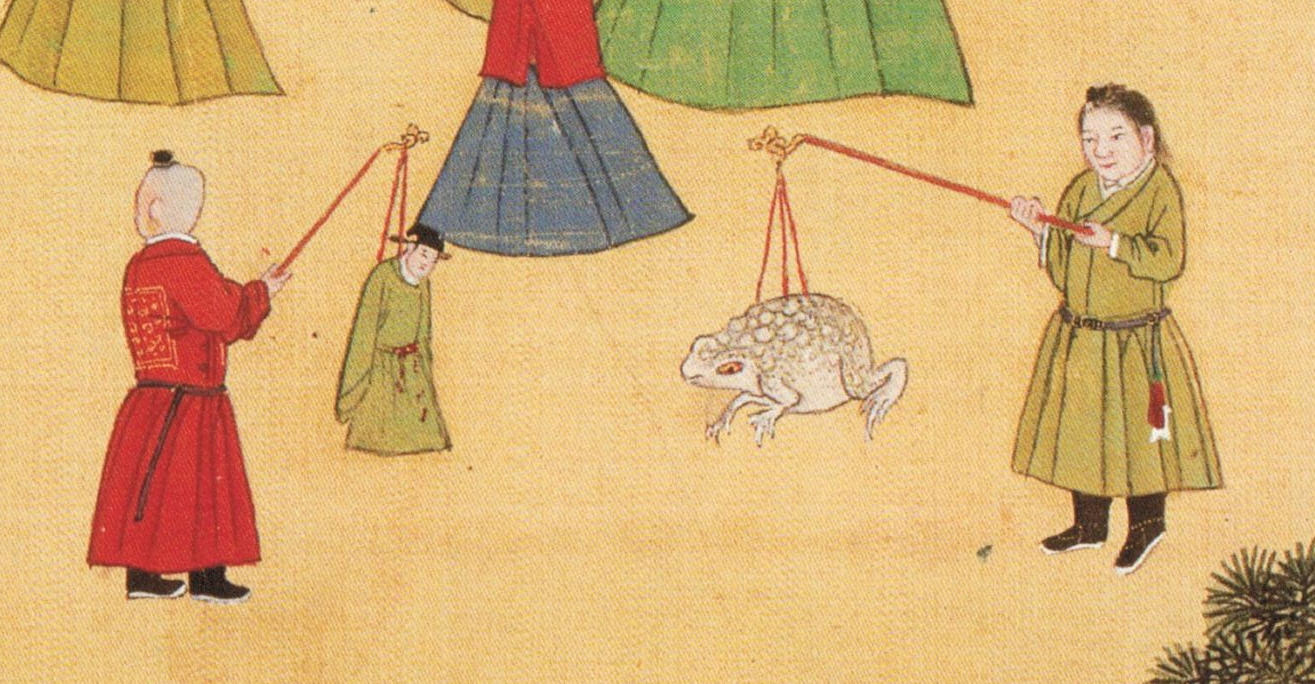
明代宫廷画师描绘的明宪宗的皇子

皇子或王子是对拥有皇帝、王、國王等头衔君主的兒子的稱謂。作为皇族或王室成员，通常会授予他们國內的最高爵位。此外，拥有王爵皇族的儿子亦可称为王子。皇孫、王孫則泛指君主的孫子和後代。

## 东亚

### 中國
漢朝開始，皇子、皇帝兄弟封王爵，後世的皇子一般亦會封王（親王或郡王），因此中國古代正式文獻當中很少會稱皇子為某某皇子，而通常會稱「某王」（「某」為封地或封號），其妻則稱王妃。被選為繼承皇位的皇子稱為皇太子。（多半是嫡長子優先，也就是皇后所生長子）从汉朝开始，实行不同程度的分封制，皇子到一定年龄后，被封为诸侯王，拥有食邑，修建王府。诸侯王死后，他们的爵位世袭罔替，由子孙继承。宋朝、元朝则未分封。明朝分封诸王。清朝未分封。

#### 明朝
朱元璋建立明朝后，鉴于“宋元不建藩屏、王室孤立”，先后三次分封儿子和子侄。朱元璋二十六子，除太子朱標和夭折的幺子朱楠外，均封親王。日后，皇子分封逐渐制度化。各地藩王成为代表皇帝监控地方军政的人物，以企永保明朝江山:90。
通常皇子成年受封亲王，15岁时离开京城到封地居住，稱「就藩」。同时，明朝政府对藩王进京入朝、徒国有相当的控制权。爵位世袭罔替。亲王歲祿一萬石；親王諸子除世子外，一律封郡王，歲祿二千石（個別早殤的除外）。终明一朝，诸皇子受封亲王（藩王）者62人，建有50个藩王府。除因罪夺爵、无子除封外，有29个王府沿袭至明朝灭亡:90、91。

#### 清朝
清朝的皇子又稱「阿哥」（转写：age），一般只用於口語，官方文獻則稱「皇某子」（某為兄弟中的排行）。同时并不是所有的成年皇子都可获封王爵，如康熙帝二十二子胤祜被封为贝勒。康熙帝嚴格要求皇子皇孫的教育制度，《養吉齋叢錄》記載：“我朝家法，皇子、皇孫六歲，即就外傅讀書。……寅刻至書房，先習滿洲、蒙古文畢，然後習漢書。師傅入直，率以卯刻。幼稚課簡，午前即退直。遲退者，至未正二刻，或至申刻。”趙翼在《簷曝雜記》中說：「本朝家法之嚴，即皇子讀書一事，已迥絕千古。」

### 日本
日本天皇之子，可通稱為皇子，不論是封為王或親王。
近現代皇子取二字名，名字第二個字為「仁」字，並有幼名、宮號。例如上皇明仁次子秋篠宮文仁親王，「秋篠宮」是宮號，幼名「禮宮」。

### 朝鮮
古代朝鮮半島多個朝代均為中國的附屬國，因此君主之子一般稱王子而非皇子。朝鮮王朝時期，國王之嫡子稱為大君，庶子為君，大君和君都有封號（某某大君或某某君）。

## 歐洲
英語的prince有多重意思，常常被譯作皇子或王子，即皇帝或王的兒子，但有時prince只是一個封給君主家庭成員、或君主父親家族成員的爵位，而擁有該種爵位的人稱為親王。女王的配偶多稱為Prince Consort（王夫）（由於大部份君主制國家皆為父系社會，有不同程度的男尊女卑觀念，男性和女性即使擁有相同的位階，男性依然比同位階的女性地位高。當女性為君主時，為了維持女性君主的權威，往往把女性君主的丈夫冊封為較其妻低階的位號），用作稱謂時一般會譯作親王，如英國女王伊丽莎白二世的丈夫菲臘親王。Prince也代表非君主直系親屬而被封為親王的人。親王可以統治一塊封邑或名義上擁有一塊封地（Principality / Princedom）。Principality 在中文並無對應的爵位或名稱，有時被譯作親王國，但更常被譯為公國，和 Dukedom 混淆。在中世紀至近代法國及德意志地區，Prince只是擁有封地的貴族，並不一定是王位的繼承人。而在西班牙、葡萄牙和法國，Prince為爵位，並不等同王子。西班牙和葡萄牙的王子稱為「Infante」，而法國的王子則稱為Fils de France。在俄羅斯帝國初期，沙皇的儿子皆稱沙皇子（Царе́вич），後來改稱大親王（Великий князь），但常被不準確地譯為大公。皇太子則稱為沙皇太子（Цесаре́вич）。

## 中東
中東某些伊斯蘭國家裡，王子稱為Sahibzada，「zada」是波斯語代表「兒子」的後綴。同样来源于波斯语的米尔扎，则演变成贵族头衔。

## 私生子及非血亲皇子
欧洲国家自基督化后，奉行一夫一妻制，但欧洲王室情妇却是常见的情况。君主拥有众多的私生子女，亦为平常，私生子没有王位继承权。近代私生子获得继承权的特殊例子是，摩纳哥亲王路易二世无婚生子女，在法国政府压力下，摩纳哥承认其私生女夏洛特为王室成员，有权继承摩纳哥王位。夏洛特的孙子阿尔贝二世有两名公开承认的私生子女，但皆无王位继承权。因此，君主的婚生子女如被认为是私生子女，就会剥夺他们的继承权。如英格兰历史的上爱德华五世和伊丽莎白一世曾因父母的婚姻被宣布无效，而失去继承权。在欧洲国家，继子女与私生子女同样没有王位继承权。
东亚君主由于拥有庞大的妾室，私生子較不常見，而情婦、姬侍所生之子與正式妾室所生之子同為庶子，並沒有明顯差異。有子女的已婚女性成为君主后宫亦不常见，君主有继子女是少见的情况。五代十国时期，政局混乱，政权兴亡不断。君主有儿子，但收养异姓或继子并不罕见。后唐皇帝李從珂和后周世宗柴荣即是这种情况。
东亚君主如果无法生育男嗣或养育成年，通常依习俗过继宗室之子为己子，以继承帝位，成為名義上的皇子。

### 引用
1. 1 2  薛正昌. . 社会科学战线 (吉林省长春市: 吉林省社会科学院). 2014, (2014年第7期): 90—97. ISSN 0257-0246 （简体中文）.

## 延伸阅读
[在维基数据编辑]
 《欽定古今圖書集成·明倫彙編·宮闈典·皇子部》，出自陈梦雷《古今圖書集成》